# Donald Dupree
Donald Victor Dupree –conocido como Don Dupree– (Saranac Lake, 10 de febrero de 1919-Saranac Lake, 1 de mayo de 1993) fue un deportista estadounidense que compitió en bobsleigh en la modalidad cuádruple.
Participó en los Juegos Olímpicos de Sankt Moritz 1948, obteniendo una medalla de bronce en la prueba cuádruple. Ganó una medalla de plata en el Campeonato Mundial de Bobsleigh de 1949.

## Palmarés internacional
| Juegos Olímpicos   | Juegos Olímpicos             | Juegos Olímpicos  | Juegos Olímpicos |
| Año                | Lugar                        | Medalla           | Prueba           |
| ------------------ | ---------------------------- | ----------------- | ---------------- |
| 1948               | Sankt Moritz (Suiza)         | Medalla de bronce | Cuádruple        |
| Campeonato Mundial |                              |                   |                  |
| Año                | Lugar                        | Medalla           | Prueba           |
| 1949               | Lake Placid (Estados Unidos) | Medalla de plata  | Cuádruple        |